# 狩野亜衣
狩野 亜衣（かのう あい、2001年6月17日 - ）は、日本の女子バレーボール選手である。

## 来歴
宮城県仙台市出身。
東京都市大学塩尻高等学校では全日本高等学校選手権（春高バレー）に第71回・第72回の2大会連続で出場。
順天堂大学では4年生で主将を務めた。
2024年1月、V.LEAGUE Division2のブレス浜松への入団内定が発表された。内定選手として2023-24シーズンで試合に出場しVリーグデビュー。
新Vリーグとなった2024-25シーズンではレギュラーシーズン優勝に貢献し、トップスパイカー（アタック決定率1位）と最優秀新人賞を受賞した。

## 人物
2024年から株式会社リサイクルクリーンに所属している。

## 受賞歴
- 2025年 - 2024-25 V.LEAGUE WOMEN トップスパイカー・最優秀新人賞

## 所属チーム
- 仙台市立蒲町中学校（2014-2017年）
- 東京都市大学塩尻高等学校（2017-2020年）
- 順天堂大学（2020-2024年）
- ブレス浜松（2024年-）